# رود إيفانز
رود إيفانز (بالإنجليزية: Rod Evans) (و. 1947  م) هو مغني، وعارض، وكاتب أغاني، ومنشد من المملكة المتحدة، والولايات المتحدة، ولد في سلاو.

## روابط خارجية
- رود إيفانز على موقع IMDb (الإنجليزية)
- رود إيفانز على موقع ميوزك برينز (الإنجليزية)
- رود إيفانز على موقع أول ميوزيك (الإنجليزية)
- رود إيفانز على موقع أول ميوزيك (الإنجليزية)
- رود إيفانز على موقع ديسكوغز (الإنجليزية)
- رود إيفانز على موقع قاعدة بيانات الفيلم (الإنجليزية)